# Joy Bisco
Joy Bisco, właśc. Jocelyn Bisco (ur. 15 października 1975 w San Diego) – amerykańska aktorka filipińskiego pochodzenia.

## Życiorys
Urodziła się i wychowywała w San Diego w stanie Kalifornia. Ukończyła studia na uniwersytecie w San Diego. Wystąpiła w takich filmach jak To nie jest kolejna komedia dla kretynów czy Debiut.

## Filmografia
- 2010: In My Sleep jako egzotyczna kobieta
- 2009: Couples Retreat jako Maitre d'
- 2009: The Cleaner jako Juliana
- 2009: Bez śladu (Without a Trace) jako Gina DeMarco
- 2007: Kobiecy Klub Zbrodni (Women’s Murder Club) jako Breezy
- 2007: Dni naszego życia (Days of our Lives) jako Gabby
- 2007: CSI: Kryminalne zagadki Las Vegas (CSI: Crime Scene Investigation) jako Cotton Candy
- 2006–2009: Zasady gry jako Corazon
- 2006: Shanghai Hotel jako Carina
- 2006: The Danny Comden Project jako Jane
- 2006: Gotowe na wszystko (Desperate Housewives) jako Melanie Foster
- 2006: All of Us jako Susie
- 2005: One on One jako pielęgniarka
- 2004: Babski oddział (The Division) jako Marsha Hong
- 2003: Lumpia jako narrator
- 2002–2003: Szpital miejski (General Hospital) jako Casey
- 2002–2003: Port Charles jako Casey Leong
- 2001: To nie jest kolejna komedia dla kretynów (Not Another Teen Movie) jako Ashley
- 2001: Moda na sukces (The Bold and the Beautiful) jako Lisa
- 2001: Ghost World jako Jade
- 2000: Debiut (The Debut) jako Annabelle Manalo
- 1998: Cyber gliny (Blade Squad) jako Kimiko
- 1996: Diagnoza morderstwo (Diagnosis Murder) jako studentka
- 1995: JAG – Wojskowe Biuro Śledcze (JAG) jako Gym
- 1995: Dziwny traf (Strange Luck) jako Yolanda Morales